# Ana Agirre
Ana Agirre Zurutuza (Bilbao, 24 de julio de 1957) es una política vasca del Partido Nacionalista Vasco PNV. De 2005 a 2009 fue consejera de Industria, Comercio y Turismo del Gobierno Vasco y desde octubre de 2020 es viceconsejera de Justicia.

## Biografía
Licenciada en Derecho Económico por la Universidad de Deusto, especialidad Jurídica Económica y funcionaria de Carrera de la Administración General de la Comunidad Autónoma del País Vasco. Trabaja para el Gobierno Vasco en el PNV desde 1984.